# Stanton (Nebraska)
Stanton è un comune degli Stati Uniti d'America, situato in Nebraska, nella contea di Stanton.